# Świadkowie Jehowy w Hongkongu

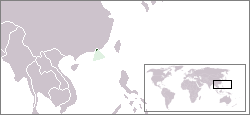
Hongkong na mapie Azji Południowo-Wschodniej

Świadkowie Jehowy w Hongkongu – społeczność wyznaniowa w Hongkongu, należąca do ogólnoświatowej wspólnoty Świadków Jehowy, licząca w 2023 roku 5464 głosicieli, należących do 70 zborów. W 2023 roku na dorocznej uroczystości Wieczerzy Pańskiej zgromadziło się 9349 osób. Biuro Oddziału, koordynujące działalność głosicieli w Chinach, w tym w Hongkongu i Makau, znajduje się w dzielnicy Kwun Tong w Hongkongu, gdzie tłumaczone są publikacje Świadków Jehowy na język chiński.

## Historia

### Początki
19 stycznia 1912 roku w miejscowym ratuszu przemawiał Charles T. Russell – podczas podróży misyjnej dookoła świata. W latach 30. XX wieku rozpoczęto głoszenie w Hongkongu, jednak byli to wyznawcy przyjezdni. W roku 1939 było to małżeństwo Schuett, które  przybyło z Szanghaju. Wraz z innym pionierem i dwoma głosicielami spędzili tutaj dwa miesiące.
W 1940 roku z Szanghaju do Hongkongu został skierowany John Wilfred. Początkowo był jedynym Świadkiem Jehowy w Hongkongu. W czasie swego czteromiesięcznego pobytu w mieście rozpowszechnił 462 książki, zanim w 1941 roku wydano zakaz rozwijania działalności tego wyznania i musiał wyjechać; do tego czasu dwie inne osoby zostały głosicielami. W czasie drugiej wojny światowej Paul Lam, znający język angielski, znalazł w antykwariacie publikacje Świadków Jehowy. Po wojnie zamówił kolejne, które przysłały mu Biura Oddziałów w Australii i Indiach.

### Rozwój działalności
6 kwietnia 1947 roku z wizytą do Hongkongu przybyło czterech przedstawicieli Towarzystwa Strażnica, w tym Nathan H. Knorr i Milton G. Henschel. 16 stycznia 1949 roku przyjechali tam pierwsi misjonarze, absolwenci Biblijnej Szkoły Strażnicy – Gilead. Byli to William Carni i Roy Spencer. Początkowo zebrania odbywały się w języku angielskim. Wkrótce Paul Lam nauczył ich kantońskiego. W tym też roku zanotowano liczbę 30 głosicieli, działających w jednym zborze. W kwietniu 1950 roku Cyryl Charles i Joseph McGrath, którzy byli misjonarzami na Tajwanie, dołączyli do dwóch misjonarzy w Hongkongu. Wkrótce do tej grupy dołączył kolejny misjonarz. W kwietniu 1951 roku z wizytą przebywali Nathan H. Knorr i Milton G. Henschel. W Star Theatre wygłosili przemówienia do widowni liczącej 707 osób.
Trzy lata później zanotowano liczbę 88 głosicieli, w dwóch zborach, a w 1957 roku – 148. W kwietniu 1956 roku z wizytą przebywali Nathan H. Knorr i William Lloyd Barry. Rozpoczęto organizowanie zebrań w j. kantońskim. W 1958 roku działało 13 misjonarzy, zakwaterowanych w dwóch domach misjonarskich.
W lutym 1963 roku z Hongkongu do Makau wyjechało pierwszych dwóch wyznawców, którzy wznowili tam działalność.
W dniach od 13 do 18 sierpnia 1963 roku odbył się w Hongkongu kongres pod hasłem „Wiecznotrwała dobra nowina”. Na kongres ten przybyło prawie 500 delegatów zagranicznych. W Hongkongu działało 222 głosicieli.
Od połowy lat 60. XX wieku działali tu misjonarze, absolwenci Szkoły Gilead – Harold King i jego żona Fay, którzy najpierw pracowali w domu misjonarskim w tutejszym Biurze Oddziału, a potem prowadzili działalność ewangelizacyjną w różnych częściach Hongkongu (Harald do swej śmierci w roku 1993, jego żona do roku 2000). W 1966 roku zanotowano liczbę 259 głosicieli w 7 zborach. Przybyło też 7 kolejnych misjonarzy. W maju 1968 roku przemówienie w Hongkongu wygłosił Nathan H.Knorr.
W dniach 18 do 21 października 1969 roku w City Hall Theater odbył się kongres międzynarodowy pod hasłem „Pokój na ziemi”. Brało w nim udział 678 osób, w tym delegaci z 13 krajów, a 17 ochrzczono. Obecni byli też trzej członkowie Ciała Kierowniczego, Knorr, Franz i Suiter.
W 1970 roku przyjechało 9 filipińskich misjonarek, a w 1980 roku przybyli kolejni misjonarze. 
W sierpniu 1973 roku odbył się kongres pod hasłem „Boskie zwycięstwo”, a w sierpniu 1978 roku kongres pod hasłem „Zwycięska wiara”.
1 stycznia 1980 roku otwarto nowe Biuro Oddziału. W 1982 roku liczba głosicieli wyniosła 1020, a w 1991 roku – 2135. 15 stycznia 1991 roku otwarto nowe Biuro Oddziału. W 1993 roku w Hongkongu działało już 3006 Świadków Jehowy, a w roku 1997 – 4145.
Na początku 1994 roku w Hongkongu odbyły się dwa kongresy międzynarodowe pod hasłem „Pouczani przez Boga”, na których obecnych było ponad 3800 delegatów z 33 krajów.
W sierpniu 1995 roku na kongresie pod hasłem „Rozradowani chwalcy Boga” ogłoszono wydanie w języku chińskim Chrześcijańskich Pism Greckich w Przekładzie Nowego Świata (Nowy Testament), a w roku 2001 na kongresie pod hasłem „Nauczyciele słowa Bożego” w Hongkongu ogłoszono wydanie całego Pisma Świętego w Przekładzie Nowego Świata w tym języku.
W 2007 roku zanotowano liczbę 4789 głosicieli. Dwa lata później przekroczono liczbę 5000 głosicieli. W 2011 roku dotarli kolejni misjonarze, absolwenci Szkoły Gilead. 27 sierpnia tego samego roku otwarto nowe Biuro Oddziału. W 2012 roku odbył się kongres specjalny pod hasłem „Strzeż swego serca!”. W 2019 roku osiągnięto liczbę 5617 głosicieli, a na uroczystości Wieczerzy Pańskiej zebrało się 9349 osób. W 2024 roku delegacje z Hongkongu brały udział w kongresach specjalnych pod hasłem „Głośmy dobrą nowinę!” na Fidżi i w Stanach Zjednoczonych.
Kongresy odbywają się w językach: chińskim (kantońskim, mandaryńskim), chińskim migowym, angielskim, indonezyjskim, japońskim, tajskim i hongkońskim języku migowym. Natomiast zebrania zborowe w językach: chińskim (kantońskim, mandaryńskim), chińskim migowym, angielskim, francuskim, hindi, ilokańskim, indonezyjskim, japońskim, nepalskim, tagalskim, tajskim i hongkońskim języku migowym. Miejscowe Biuro Oddziału nadzoruje tłumaczenie literatury biblijnej na język chiński (pismo tradycyjne i uproszczone) i ujgurski (alfabet arabski). Nagrywane są tu też publikacje audio w języku chińskim (dialekt kantoński) oraz wideo w chińskim języku migowym. Koordynuje również nabywanie i rozsyłanie do zborów na całym świecie wózków, stojaków oraz stoisk na literaturę, które wykorzystuje się do świadczenia w miejscach publicznych.